# U-Bahn-Station Kardinal-Nagl-Platz
Die Station Kardinal-Nagl-Platz der Wiener U-Bahn-Linie U3 im 3. Wiener Gemeindebezirk Landstraße wurde am 6. April 1991, im Zuge der Freigabe des ersten Teilstücks der U3 zwischen den Stationen Erdberg und Volkstheater, eröffnet. Namensgeber ist der 1914 nach dem zwischen 1911 und 1913 amtierenden Erzbischof von Wien Franz Xaver Kardinal Nagl (1855–1913) benannte Platz. 
Die Station erstreckt sich unter der Hainburger Straße zwischen dem Kardinal-Nagl-Platz und der Keinergasse. Die Station hat einen Mittelbahnsteig und verfügt an beiden Bahnsteigenden über je einen Ausgang, der in die Keinergasse beziehungsweise auf den Kardinal-Nagl-Platz führt. Beide Ausgänge haben keine Rolltreppen. Ein barrierefreier Eingang mittels Aufzug befindet sich beim Ausgang Keinergasse. Beim Ausgang Kardinal-Nagl-Platz befindet sich eine öffentliche Toilettenanlage. Es besteht die Möglichkeit, zu der Autobuslinie 77A in Richtung Rennweg beziehungsweise Lusthaus umzusteigen.
In unmittelbarer Nähe zur Station befindet sich der Rabenhof, ein Gemeindebau aus der Zwischenkriegszeit. Er beherbergt das Rabenhof Theater.

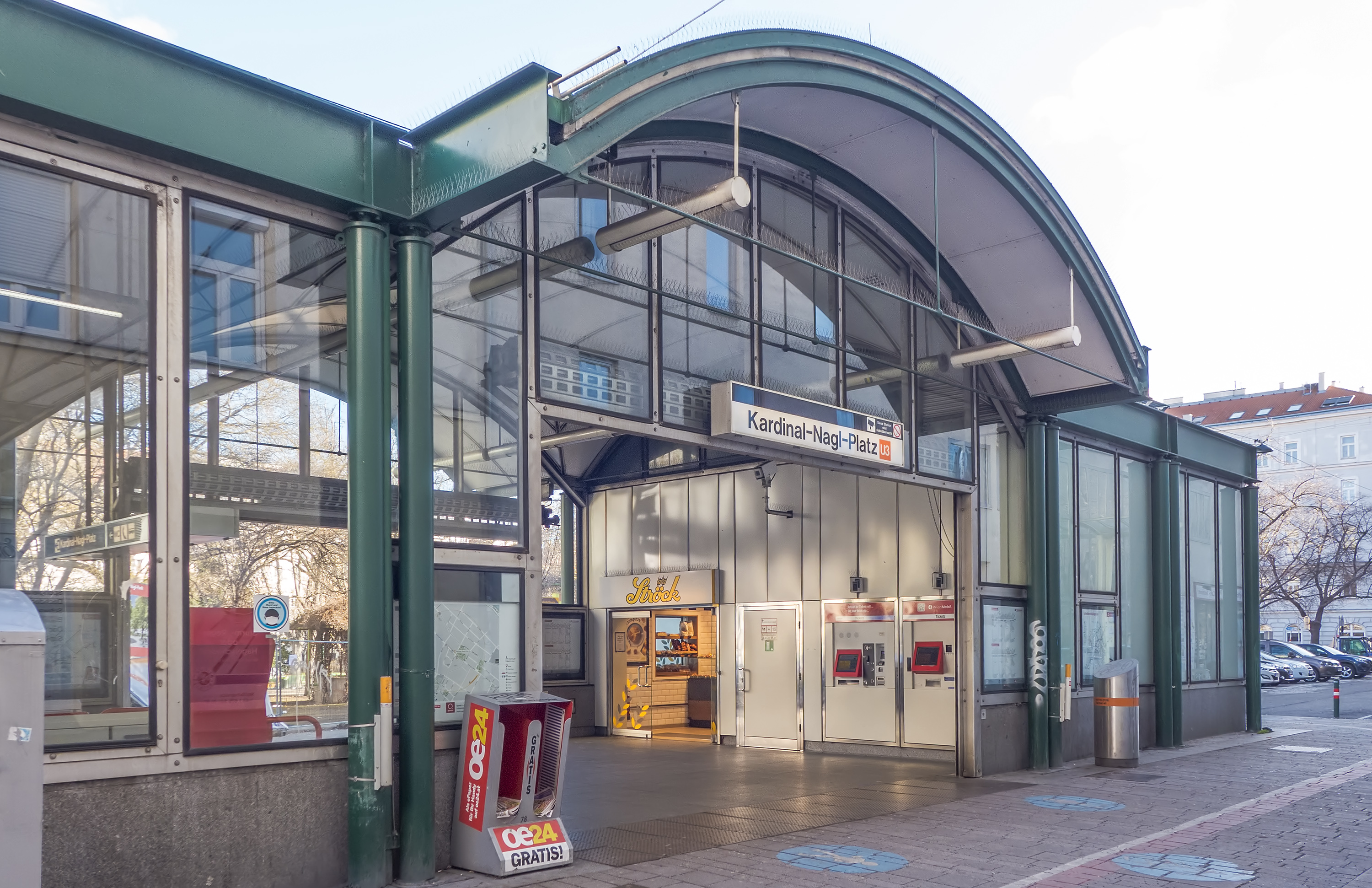
Aufnahmegebäude am Kardinal-Nagl-Platz
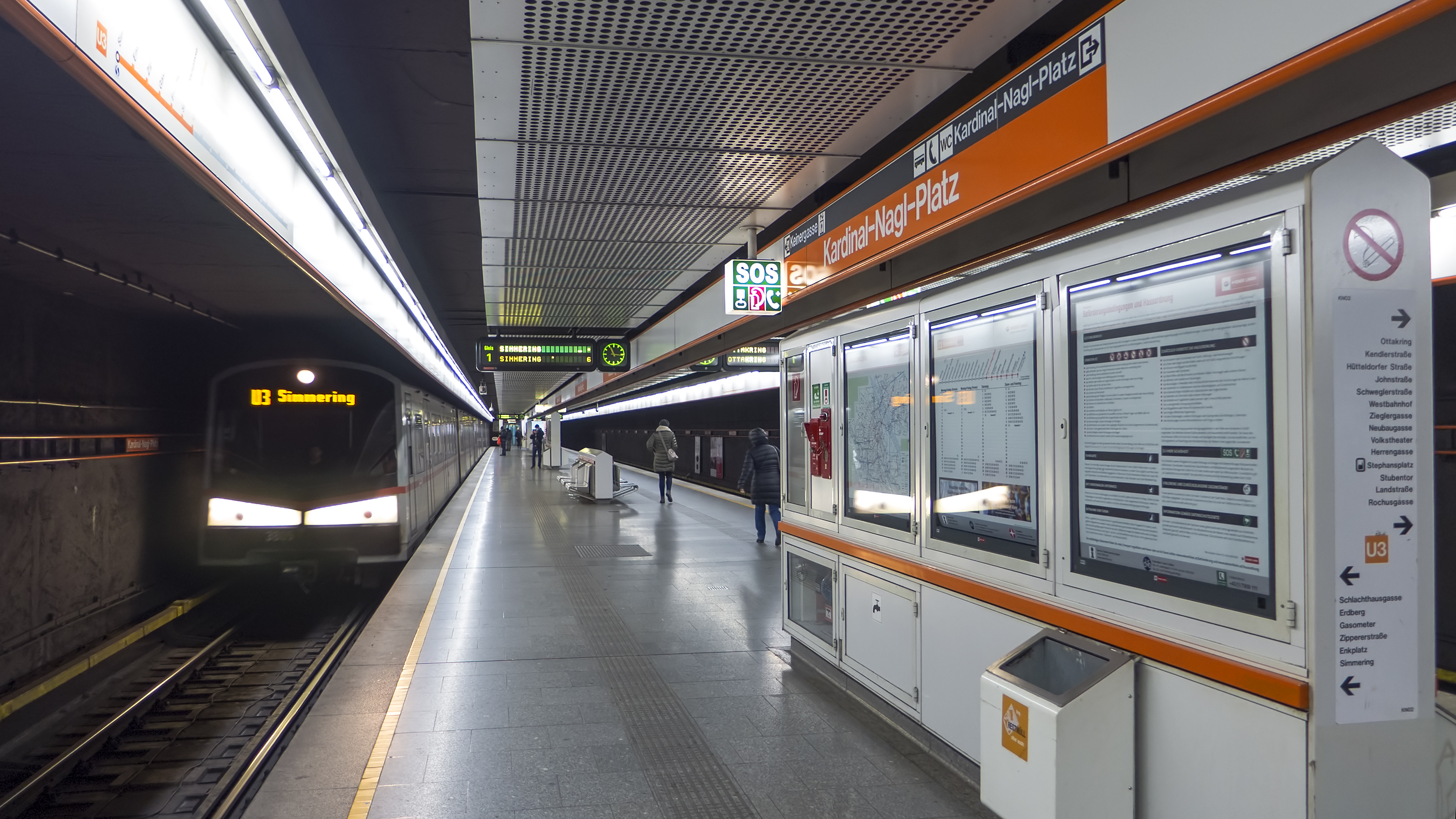
Bahnsteig der Station
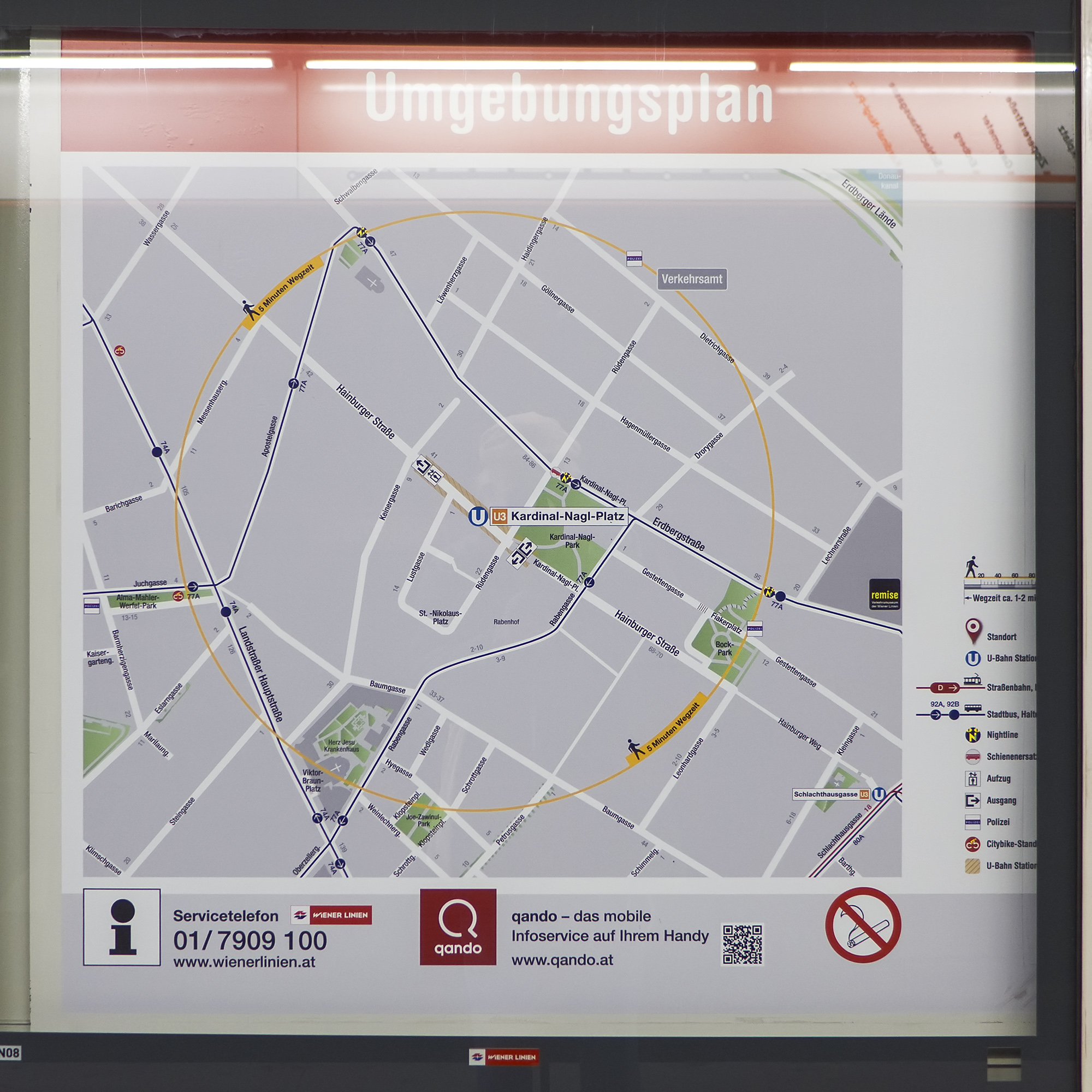
Umgebungsplan